# Mentes Mihály
Mentes Mihály (Süttör, 1891. május 25. – Győr, 1960. május 11.) római katolikus pap, költő.

## Életpályája
Szülei Mentes József és Horváth Veronika. A Pannonhalmi Szent Benedek-rend Győri Főgimnáziumában tette le az érettségi vizsgát, majd 1914-ben végezte a teológiát Budapesten, ahol 1918-ban a doktorátust is megszerezte. 1914. július 14-én szentelték pappá. Előbb Győr-belvárosban volt káplán, majd 1918. december 1-től a győri püspöki nagyobb papnevelő tanulmányi felügyelője, 1920 szeptemberétől pedig ugyancsak Győrben, a hittudományi főiskolán az ókeresztény irodalom rendkívüli, majd 1924. szeptember 14-től a szentírástudomány rendes tanára volt. 1937-ben megválasztották a tanítóképzőintezi internátus igazgatójának. 1940-től győri kanonok, majd 1940 és 1946 között a szeminárium rektora, 1946-tól helyettes rektora és tanára, 1947-től székesegyházi főesperes, végül 1948-tól címzetes prépost. 
Költészetét szülőföldje, a Fertő vidéke, papi hivatása, honfiúi gondja ihletette. Stílusa és formája egyszerű, de őszintesége és mesterkéletlensége meleg hangulatainak szuggesztív kifejezésére képesíti. Vallásos és hazafias költeményeket írt, melyek Magyar bánat; Fertő; Muzsikál az erdő c. kötetekben jelentek meg, több drámai művét műkedvelők adták elő. 1928. január 15. és 1929. szeptember 1. között a Dunántúli Hírlap főszerkesztője volt Győrött. 1920-ban csatlakozott a győri Kisfaludy Irodalmi Körhöz, melynek 1925 és 1928 között titkára, 1942-től pedig társelnöke volt. 1949-től a Szent István Akadémia III. osztályú tagja volt.

## Művei
- Magyar bánat. Versek. Budapest, 1920.
- Fertő. Irredenta versek. Győr, 1922.
- Szent Ágnes. Drámai kép. 3 felvonás, Győr, 1922.
- Márc. 15. a Felvidéken 1920-ban. Győr, 1924(?).
- Muzsikál az erdő. Versek. Győr, 1927.
- Felhők. Képek egy kongreganista leány életéből. 3 felvonás. Győr, 1928.
- A lélek orgonál. Versek. Győr, 1933.
- A remete éneke. Versek. Győr, 1938.
- Új kereszt. Misztérium. Szeged, 1938. (Szociális drámák).
- Jeremiás siralmai. Ford. és magyarázta. Rákospalota, 1944. (Lelkiélet kis könyvei 59.)
- Az Oltáriszentség imádásának kézikönyve. Írta Tesniére Albert. Ford. Győr, 1944.